# Chalcedectus
Chalcedectus is een geslacht van vliesvleugeligen uit de familie Pteromalidae. De wetenschappelijke naam van dit geslacht is voor het eerst geldig gepubliceerd in 1852 door Walker.

## Soorten
Het geslacht Chalcedectus omvat de volgende soorten:
- Chalcedectus annulicornis (Cameron, 1884)
- Chalcedectus annulipes Ashmead, 1904
- Chalcedectus balachowskyi Steffan, 1968
- Chalcedectus busckii (Ashmead, 1900)
- Chalcedectus caelatus (Grissell, 1991)
- Chalcedectus cuprescens (Westwood, 1874)
- Chalcedectus guaraniticus (Strand, 1911)
- Chalcedectus histrionicus (Westwood, 1874)
- Chalcedectus hyalinipennis (Ashmead, 1896)
- Chalcedectus lanei De Santis, 1970
- Chalcedectus maculicornis Walker, 1852
- Chalcedectus maculipennis (Ashmead, 1896)
- Chalcedectus meteorus (Girault, 1927)
- Chalcedectus poeta (Girault, 1927)
- Chalcedectus regalis (Westwood, 1874)
- Chalcedectus sedecimdentatus (Westwood, 1874)
- Chalcedectus septemdentatus (Westwood, 1874)
- Chalcedectus sinaiticus (Masi, 1936)
- Chalcedectus superbus (De Santis, 1977)
- Chalcedectus texanus Brues, 1907